# Witch's Weapon-魔女兵器-
『Witch's Weapon-魔女兵器-』（英語: Witch's Weapon 簡体字: 魔女兵器）は、 北京水琴铃信息技术有限公司（略称：水琴铃游戏）が開発し、远鸣网络により配信されているiOS・Android用アクションアドベンチャーゲーム。ストーリーのジャンルはTSF。
かつてDMM GAMESより日本版、雷霆遊戲（Leiting Games）より台湾版が配信されていた。

## 概要

### 世界観
特定の励起を受け異常現象を引き起こす『異質物』は、2018年に発見された後、次々と発見されるようになった。『異質物』は急速に世界を変え、それにより核抑止によって保たれた平和は破られ世界的混戦が始まった。
結果、世界人口は約半分に激減、地球の地形は大きく変化し、多数の都市主体区域は海底に沈んだ。大気中に散在する化学物質により世界の90%の地域は食糧輸入に頼らざるを得なくなる。

### あらすじ
太平洋のとある島で発見されたロス・ゴールドは、6大学園都市である新豊洲市の研究センターに保管されていた。
ある日、テロリストが研究センターを襲撃。
ロス・ゴールドに嵌込まれた宝石を奪取しようとする…。しかし宝石が取り外されたその瞬間、衝撃波が発生。
その衝撃波によって、街全体が壊滅状態に陥ってしまう。
ただ1人生き残った主人公は絶望の淵に立たされるが、その後思わぬ展開に…。

## 沿革
- 2018年（平成30年）2月14日 - 中国本土で AndroidとiOSでのパブリックベータを2月14日に開始[1]。
- 2019年（平成31年/令和元年）
  - 4月25日 - 日本版がサービス開始[2]
  - 7月17日 - 台湾・香港・マカオ版サービス開始
- 2020年（令和2年）8月27日 - 15時をもって日本版のサービスを終了[3][4]。サービス終了の告知と同時にPC版のリリースを中止することも告知され，7月16日をもって事前登録の受け付けを終了した。
- 2023年（令和5年）12月25日 - 2024年初頭発売予定のゲーム｢ストラグル・フォー｣とのコラボが決定。

## 登場人物
レン（プレイヤー及び主人公）
声 - 釘宮理恵
主人公、15歳。
元は新豊洲市で一人暮らしをする男子中学生。ある日、単位取得のため新豊洲市の研究センターに訪れたところ、テロリストがセンターを襲撃し保管されていた宝石を奪取しようとした。しかし宝石が取り外された瞬間衝撃波が発生し、街は廃滅。主人公ただ1人だけが生き残る。この時、聖杯に(意図せず)願いをかけてしまい、美少女となってしまう。
マリル・フォン・ブラウン
声 - 伊藤静
女の子となってしまったレンを保護する。
科学者でありながら秘密情報部（SID）の長官も務める。
イルカ
声 - 沢城みゆき
レンが出会った二人目の魔女。
チョコレートで餌付けをしたらレンに懐く。
バイジュウ
声 - 植田佳奈
身長164cmの新豊洲市に住む16歳。
新豊洲にあるスティールモンド研究センターでヴォルフガング教授の下勉強に励んでいる。
アストレイル
声 - 能登麻美子
｢塔｣に尽くしている19歳。
悲しい思い出を持つ人形兵器。
ソヤ・エンジェルス
声 - 新井里美
152cmの新豊洲市に住む14歳。
SIDに加入しており、レンの合法ストーカーである。
虎千代
声 - 石川由依
レンについている19歳。
毅然のフリをしている。
リリヤ・トリグラファ
声 - 上坂すみれ
原則至上の国を愛する少女士官。
昔の部下と共に1つの無政府区域の小さな町を治めている。
ギン
声 - 平野綾
教官としてSIDに加入している。
酒、温泉、日本刀、成熟した女性を好んでいる。